# Markovice (Žleby)
Markovice (německy Markowitz) je malá vesnice, část obce Žleby v okrese Kutná Hora. Nachází se asi dva kilometry západně od Žlebů. Markovice leží v katastrálním území Žleby o výměře 11,48 km².

## Historie
První písemná zmínka o vesnici pochází z roku 1282.

## Pamětihodnosti
- kostel sv. Marka – od roku 1990 kulturní památka, dnes zachováno pouze kněžistě původně gotického kostela, jehož loď byla roku 1829 stržena, v presbyteriu zachovány gotické fresky a renesanční náhrobky ze 16. století, v roce 1986 tam byly přeneseny ostatky rodu Auerspergů z nedalekého zbořeného kostela sv. Anny[4]
- Zájezdní hostinec čp. 91
- Auersperský zemědělský dvůr čp. 93